# Каменный Карьер (Чебаркуль)
Каменный Карьер — упразднённый в 1952 году посёлок, вошедший в состав города Чебаркуль в Челябинской области России.

## География
Расположен на Южном Урале, на восточном склоне Ильменского хребта, в лесном массиве.
В посёлке две улицы: Баляшская и Торфяная.

## Топоним
Название от каменного карьера, расположенного на западной окраине

## История
В годы Великой Отечественной в каменном карьере работали как местные, так и мобилизованные трудармейцы из средней Азии, Армении и Молдавии. Были построены бараки для ночевки, для конторы и столовой.
Жители посёлка на земельных участках сажали картофель, овощи, зелень. В посёлке было стадо коров
и коз.
Включён в городскую черту Указом Верховного Президиума РСФСР от 2 октября 1952 года.

## Население
Постоянно проживающих 70 человек.

## Инфраструктура
Основа экономики — карьер по добычи камня.

## Транспорт
До 1960-х годов действовала узкоколейная железная дорога до посёлка Каменный Карьер.